# Херена
Херена (на испански: Gerena) е населено място и община в Испания. Намира се в провинция Севиля, в състава на автономната област Андалусия. Общината влиза в състава на района (комарка) Сиера Норте де Севиля. Заема площ от 129 km². Населението му е 6812 души (по преброяване от 2010 г.). Разстоянието до административния център на провинцията е 25 km.

## Демография
| 1996 | 1998 | 1999 | 2000 | 2001 | 2002 | 2003 | 2004 | 2005 | 2006 |
| ---- | ---- | ---- | ---- | ---- | ---- | ---- | ---- | ---- | ---- |
| 5405 | 5421 | 5450 | 5509 | 5534 | 5601 | 5720 | 5762 | 5827 |      |